# Висша класа
Висша класа e социална класа, притежаваща богатство и в същото време, която се възприема като имаща привилегии, власт и (достъп до) ресурси и финансови възможности, която също така може да изяви тези свои финансови възможности, в съчетание с висока култура и/или обноски. Така че висшата класа като цяло се съдържа някъде в 1 – 2% от обществото и се различава с изключително богатство (под формата на недвижимости и други типове наследства, като старинни и ценни семейни реликви и т.н.), които са предавани от поколение на поколение. За разлика от преди, когато принадлежността към висшата класа непременно е изисквала аристократично потекло, днес това може да е причисленост към висшите слоеве на обществото (ако е успешно такова, благодарение на собствени усилия и култивиране).
Терминът е използван заедно със следващите го средна класа и класа на работещите в социологията по отношение на социалната стратификация.

## История
Исторически в някои култури, членовете на висшата класа в действителност не са имали необходимостта да работят (за да се изхранват или за основни житейски нужди), тъй като са били поддържани от спечеленото или наследеното като инвестиции (често в недвижимост), макар членове на висшата класа може понякога да са имали по-малко финансови ресурси в сравнение с някои търговци. В този смисъл, исторически висшата класа не е била резултат от нечии лични усилия, доколкото стриктната социална стратификация от миналото е гарантирала в много голяма степен унаследимата принадлежност (макар разбира се при лично желание или усилия е било възможно напускането ѝ по един или друг начин, все пак обществото не е оспорвало статуса на принадлежност към, с изключение на резки промени в социалните слоеве като при революции). За разлика от тогава, днес принадлежността към висшата класа се поставя под въпрос per se, като новите богаташи се възприемат като просто имащи пари, буржоазията се възприема като архаизирана висша класа, интелектуалците и поддържащите културните характеристики на висшата класа се възприемат като не-технизирани (тоест неактуални на новото технологично общество), бизнесмените се възприемат като все пак не-аристократи, а самите аристократи се възприемат като нищо не постигнали (в общество, което цени selfmade man). В същото време и естествено много често ниската и средната класа се стремят към някаква лична представа за висша класа, която обаче е много различна сред отделните групи на обществото и като цяло няма консенсус относно това какво всъщност е и дали трябва да има висша класа като обществена страта.
Вместо това, днес статуса на значима социална класа е заела средната класа и дори гражданското общество, като хора, заемащи активни позиции по теми, и в този смисъл обществено-ценни и дори смятащи себе си за привилегировани за властта.

## В популярната култура
- Billy Joel, Uptown Girl (1983)